# Maharishi Mahesh Yogi

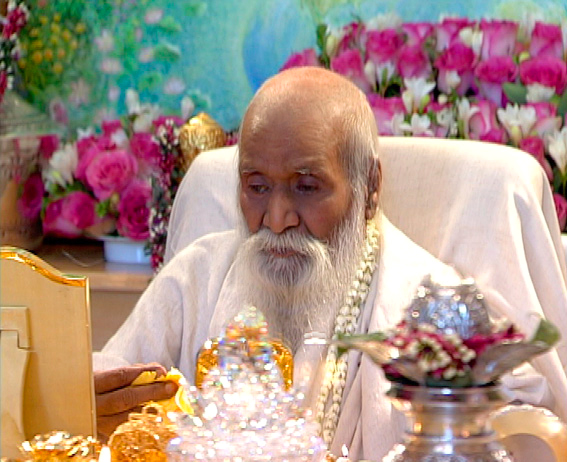
Maharishi Mahesh Yogi, 2007

Maharishi Mahesh Yogi (* 12. Januar 1918 als Mahesh Verma Shrivastava oder Mahesh Prasad Varma in Pounalulla, Indien; † 5. Februar 2008 in Vlodrop, Niederlande), kurz auch Maharishi genannt, war ein indischer Guru, Autor von Büchern über vedische Philosophie und Begründer der Transzendentalen Meditation.

## Leben

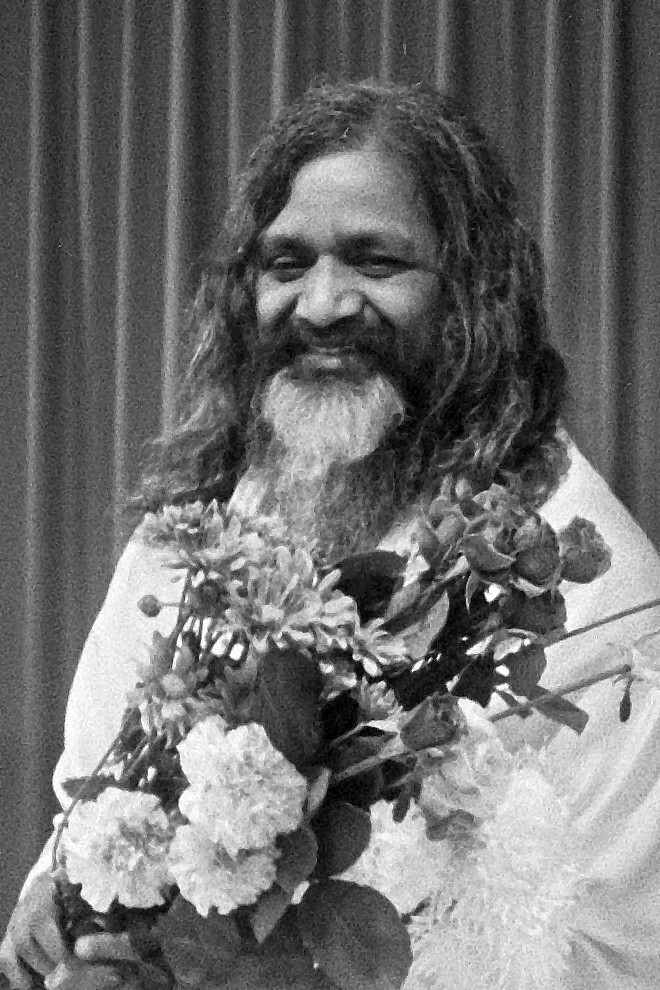
Maharishi Mahesh Yogi 1967 in Amsterdam

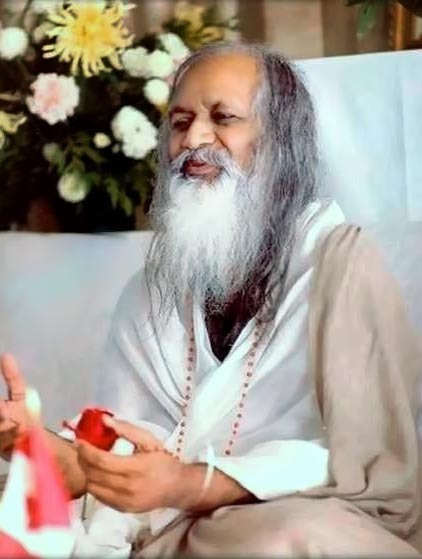
Maharishi Mahesh Yogi 1978 in Huntsville, Texas

Maharishi Mahesh Yogi wurde ungesicherten Angaben zufolge als drittes von vier Kindern einer hinduistischen Kayastha-Familie bei der Kleinstadt Chichli in der Nähe von Gadawara bei Jabalpur, Indien geboren. Sein Geburtsname war Mahesh Verma Shrivastava. Andere Quellen nennen als Geburtsname Mahesh Prasad Varma.
An der Universität  in Allahabad studierte er Physik und Mathematik und wurde etwa 1950 Schüler und Sekretär von Swami Brahmananda Saraswati, der von 1941 bis 1953 Shankaracharya für das nordindische Jyotir Math, Himalaya, gewesen war. Swami Brahmananda gab ihm den Namen Bal Brahmachari Mahesh. Unter den heutigen Shankaracharyas ist Mahesh umstritten. Da er keine Mönchsweihe erhielt, bezeichnete er sich nicht als „Swa mi“. Nach 1953 soll der Maharishi einige Jahre im Himalaya gelebt haben, bevor er in Madras Ende 1958 die Spiritual Regeneration Movement (SRM, Geistige Erneuerungsbewegung) gründete. Dabei berief er sich auf einen spirituellen Auftrag Brahmanandas. Da seine SRM wenig Anklang fand, verließ er Indien und reiste über Kuala Lumpur, Singapur, Hongkong und Hawaii, bis er 1959 in San Francisco eintraf. 1960 besuchte er zum ersten Mal Deutschland.
In seinen zwei kleinen Schriften Der durstige Fisch im See (1961) und Die Schatzkammer und der Markt (1962) entwickelte er seine Grundidee, der zufolge es eine Meditationstechnik als einfachen bequemen Weg zu Glück und Erfüllung gäbe. Diese Meditationstechnik führe zur „Quelle der Schöpfung“, ermögliche „kosmisches Bewusstsein“ und befähige den in der modernen Welt lebenden Menschen, parallel im Bereich des Absoluten und Relativen auszuharren und kontinuierlich fehlerlos zu handeln. Dadurch seien alle Probleme lösbar, was die Menschheit im Ganzen automatisch zum Göttlichen hin transformiere. Diese simple Meditation sei in Vergessenheit geraten und der Menschheit erst durch Erneuerer wie Krishna, Buddha, Christus und Guru Dev wieder in Erinnerung gerufen worden. Mit dieser religiösen, im Hinduismus wurzelnden Botschaft trat Maharishi Mahesh Yogi mit seiner sogenannten Transzendentalen Meditation (TM) erstmals 1955 an die Öffentlichkeit.
Sein Buch Die Wissenschaft vom Sein und die Kunst des Lebens (1963) war der Versuch, seine religiöse Botschaft besonders den „wissenschaftsgläubigen“ Menschen des Westens zu vermitteln. In seinen 1966 veröffentlichten Kommentaren zu den ersten sechs Kapiteln der „Bhagavadgita“ rechtfertigte er andererseits seinen neuen Meditationsweg und seine geistigen Wurzeln auf der Folie der indischen Tradition als Wiederbelebung alten Wissens.
Die TM verzeichnete Mitte der 1960er Jahre erste Erfolge, in erster Linie unter Studenten. 1965 gründete er die Students International Meditation Society (SIMS). Kurz darauf kam es zu einem Zusammenschluss aller bereits begründeten Arbeitszweige und Aktivitäten der Maharishi-Bewegung unter dem Namen International Meditation Society (IMS). 1967 hielt er einen Vortrag im Londoner Hotel Hilton in der Park Lane. Hierbei war George Harrison anwesend, der ihn den anderen Mitgliedern von The Beatles vorstellte, die dann bald mit ihm nach Bangor in Wales fuhren. Im Frühjahr 1968 versammelte er Pop- und Filmgrößen wie The Beatles, Beach Boys, Donovan, Clint Eastwood und Mia Farrow zu Meditationskursen in Indien. Die „Initiation“ der Beatles wurde u. a. auch zu Werbezwecken genutzt. Seit dem Jahr 2000 setzt sich auch Filmregisseur David Lynch für Maheshs Anliegen ein. Neben Transzendentaler Meditation wurde er auch für seine Interpretation altindischer Texte und für das sogenannte „Yogische Fliegen“ bekannt.
Einen Giftanschlag am 1. August 1991 überlebte er knapp. Ein Täter wurde nie überführt.
In einer Ansprache am 11. Januar 2008 gab er seinen Rückzug vom Tagesgeschäft bekannt. Am 5. Februar 2008 soll er sich, wie ein Zeuge berichtete, „in die perfekte Yoga-Position“ begeben haben und sei „friedlich eingeschlafen“. Sein Leichnam wurde am 9. Februar nach Allahabad, Indien überführt, öffentlich ausgestellt und am 11. Februar mit staatlichen Ehren eingeäschert. Zehntausende nahmen Abschied. Die Asche des Verstorbenen wurde mehreren Flüssen Indiens übergeben und zusätzlich in 192 Ländern verteilt.
Nachfolger ist Maharaja Adhiraj Rajaraam, bürgerlich Tony Nader, ein libanesischer Neurophysiologie-Professor. Nader war 2000 von Maharishi Mahesh Yogi zum „Ersten Regenten des Globalen Landes des Weltfriedens“ gekrönt und mit dem Ehrentitel Nader Raam versehen worden. Zum Fortbestand von Maharishi Maheshs Lehre kündigte er den Bau von 48 „Türmen der Unbesiegbarkeit“ in 48 Ländern an.

## Rezeption
Mahesh wurde vor allem wegen der Beatles zu einer Ikone im Hippie-Mystizismus der 1960er Jahre. Seine Lehren gewannen auch medizinische Anerkennung für die Wiederbelebung einer alten indischen Yoga-Technik unter dem (neuen) Namen Transzendentale Meditation. Er begann damit 1955 und brachte die Praxis 1959 in die USA. Die Bewegung gewann aber erst größere Popularität, als die Beatles 1967 eine seiner Vorlesungen in Wales besuchten, um ein Jahr später zu ihm nach Rishikesh in Nordindien zu reisen. Allerdings verlief die Begegnung des „Großen Sehers“ mit den Superstars nicht problemlos. Es kam zum Streit, nachdem ein Freund John Lennons, „Magic Alex“, das Gerücht verbreitet hatte, Maharishi Mahesh Yogi habe Mia Farrow sexuell belästigt – eine Anschuldigung, die Farrow nie bestätigte (→ Beatles-Lied Sexy Sadie). George Harrison und Paul McCartney dementierten, Harrison entschuldigte sich später bei Maharishi Mahesh Yogi. Gemäß den Tagebüchern des Schriftstellers Christopher Isherwood sei laut Mick Jagger der wirkliche Grund für die schnelle Abreise aus dem Aschram nicht die sexuelle Belästigung Mia Farrows oder deren Schwester Prudence gewesen, sondern dass der Maharishi einen der Beatles bedrängt habe.

### Nachrufe
Buchautor Deepak Chopra nennt ihn rückblickend „eine der bedeutendsten Persönlichkeiten des Jahrhunderts“, Ex-Beatle Ringo Starr „einen der wirklich weisen Männer, denen ich im Leben begegnet bin“. Für Paul McCartney war er „ein großartiger Mensch, der sich unermüdlich für die Menschen und die Sache der Einheit einsetzte“. Nach Ansicht von Filmregisseur David Lynch habe Maharishi Mahesh Yogi „das Fundament für weltweiten Frieden gelegt“. Die Zeitschrift Rolling Stone nennt ihn rückblickend einen „großen spirituellen Führer“.

## Organisationen
Im Oktober 2000 gründete Maharishi Mahesh Yogi das Globale Land des Weltfriedens (Sanskrit: Vishwa Shanti Rashtra) als ein „Land ohne Grenzen für alle friedliebenden Bürger der Welt“. Das Globale Land des Weltfriedens ist kein Land in herkömmlichem Sinne, weil es über kein eigenes Territorium verfügt. Laut dem Maharishi ist der Zweck dieses Landes, weltumspannenden Frieden zu schaffen, indem es alle Nationen in Glück, Wohlstand, Unbesiegbarkeit und vollkommener Gesundheit vereint und die reiche Vielfalt in der Völkerfamilie fördert. Das Globale Land solle den Himmel auf Erden schaffen, indem es die Lebensqualität jedes Einzelnen anhebt und vollständige Erfüllung und Wohlstand in Erleuchtung bringt. Die Währung des Globalen Landes des Weltfriedens ist der Raam, der in begrenztem Umfang in den Niederlanden und in den USA in Umlauf ist.
Zu den vielen weiteren von Maharishi Mahesh Yogi gegründeten Organisationen zählen die Geistige Erneuerungsbewegung (Spiritual Regeneration Movement, 1957), die Students International Meditation Society (SIMS, 1968), die Weltregierung des Zeitalters der Erleuchtung (1976), die ehemals in vielen Ländern vertretene Naturgesetz-Partei (Natural Law Party, 1992) sowie die Globale Administration durch das Naturgesetz (1997).

## Werke
- Die Wissenschaft vom Sein und die Kunst des Lebens. Kamphausen, Bielefeld 1998, ISBN 3-933496-40-3. (Original: Science of Being and Art of Living: Transcendental Meditation.)
- Die Bhagavad Gita, Kapitel 1–6, aus dem Sanskrit übertragen und neu kommentiert. Kamphausen, Bielefeld 1999, ISBN 3-933496-41-1. (Original: Maharishi Mahesh Yogi on the Bhagavad-Gita – A New Translation and Commentary, Chapters 1–6.)
- Enlightenment to Every Individual, Invincibility to Every Nation. Age of Enlightenment Publications, New Delhi 1978, ISBN 90-6269-031-9.
- Maharishi’s Master Plan to Create Heaven on Earth. Maharishi Vedic University Press, Indien 1991, ISBN 90-71750-11-6.
- Maharishi Vedic University Introduction – Vedic Knowledge for Everyone. Maharishi University of Management Press, Fairfield 1994, ISBN 90-71750-17-5.
- Maharishi’s Absolute Theory of Government – Automation in Administration. Maharishi University of Management Press, Fairfield 1995, ISBN 81-7523-002-9.
- Maharishi Forum of Natural Law and National Law for Doctors – Perfect Health for Everyone. Maharishi University of Management Press, Fairfield 1995, ISBN 81-7523-003-7.
- Maharishi University of Management – Wholeness on the Move. Maharishi University of Management Press, Fairfield 1995, ISBN 81-7523-001-0.
- Inaugurating Maharishi Vedic University. Maharishi Vedic University Press, New Delhi 1996, ISBN 81-7523-006-1.
- Maharishi’s Absolute Theory of Defence – Sovereignty in Invincibility. Age of Enlightenment Publications, New Delhi 1996, ISBN 81-7523-000-2.
- Constitution of India Fulfilled through Maharishi’s Transcendental Meditation. Age of Enlightenment Publications, New Delhi 1996, ISBN 81-7523-004-5.
- Maharishi Speaks to Students – Mastery Over Natural Law. Age of Enlightenment Publications, New Delhi 1997, ISBN 81-7523-012-6.
- Maharishi Speaks to Educators – Mastery Over Natural Law. Age of Enlightenment Publications, New Delhi 1997, ISBN 81-7523-008-8.
- Celebrating Perfection in Education – Dawn of Total Knowledge. Maharishi Vedic University Press, 1997, ISBN 81-7523-013-4.
- Celebrating Perfection in Administration – Creating Invincible India. Age of Enlightenment Publications, Indien 1998, ISBN 81-7523-015-0.
- Ideal India – The Lighthouse of Peace on Earth. Maharishi University of Management Press, Fairfield 2001, ISBN 90-806005-1-2.

## Filme über Maharishi Mahesh Yogi
- David wants to fly, Dokumentarfilm (2010; Regie: David Sieveking)
- Meditation, Kreativität, Frieden, Dokumentarfilm (2012; Regie: David Lynch)